# MysteryQuest
MysteryQuest (Misterios sin resolver en España) es una serie documental de la televisión estadounidense que se estrenó el 16 de septiembre de 2009 en History Channel. Producido por Producciones KPI, el programa es un spin-off de MonsterQuest. El eslogan del programa es: "¿Qué pasa si todo lo que creemos está mal?". Este programa no debe confundirse con Unsolved Mysteries, también conocido como Misterios sin resolver en español.

## Resumen
El propósito del programa lo describía el narrador en la introducción:

A través del tiempo, la humanidad ha tenido misterios que no pueden explicar. Pero los avances en la tecnología han llevado a nuevas teorías, y la búsqueda está en marcha la prueba de que puede abrir las preguntas más desconcertantes de nuestro tiempo ... enMysteryQuest.

La serie examina varios misterios persistentes (denominado "expedientes") en todo el mundo, a raíz de los equipos de investigadores que viajan al extranjero para recoger y examinar las pruebas y el estudio de ambas explicaciones popularmente aceptado y puntos de vista alternativos en relación con un expediente del caso en particular.

## Opiniones
"MysteryQuest cumple con su promesa de intentar desbloquear nuevas respuestas a los misterios sin resolver." ~ Temporada de un DVD de revisión, Zach Freeman, Rage TV
"... A veces parece que los escritores de entrar en un misterio particular, con una idea preconcebida de lo que pasó y solo se ve en la evidencia que apoya esa idea".

## Los hallazgos de casos notables
El episodio titulado "El Escape de Hitler" fue noticia después de que el examen forense realizado por Nick Bellantoni y pruebas de ADN por Linda Strausbaugh, Craig O'Connor, y Heather Nelson llegó a la conclusión de que el cráneo que el gobierno de Rusia posee y pretende que Adolf Hitler es en realidad de una mujer de entre 20 y 40 años de edad.

## Episodios

### Temporada 1 (2009)

#### 1.- El Escape de Hitler
El episodio examina el misterio de que si Adolf Hitler realmente se suicidó o no en la invasión de Berlín, o lograron escapar del país ya que ningún cuerpo se haya producido. Los investigadores forenses examinan una pieza presunta del Cráneo de Hitler proporcionada por el gobierno de Rusia para determinar si realmente pertenece al dictador.

#### 2.- El Triángulo del Diablo
El episodio examina los misterios de la Triángulo de las Bermudas para saber lo que podría ser desorientador pilotos de avión y para buscar, cerca de las Bahamas de los restos de la aeronave informó por primera vez a van a faltar.

#### 3.- La Masacre de San Francisco
Utilizando la última tecnología forense, pruebas de reexaminar los investigadores que podría poner a descansar la identidad del famoso Asesino del Zodiaco, cuyo asesinato ola de terror a los residentes y desconcertado a la policía de San Francisco (California) de la década de 1960.

#### 4.- La ciudad perdida de la Atlántida
Usando lo último en sonar y la tecnología de exploración submarina, buceo a los investigadores a diversas ruinas sumergidas, incluyendo Bimini Road en las Bahamas, con la esperanza de que uno de ellos podría ser el resto de la legendaria ciudad de Atlantis.

#### 5.- Alienígena Oculto
Sombreado por la seguridad militar, los investigadores de viaje en el desierto de Nevada y utilizar lo último en tecnología de vigilancia para supervisar supuesta actividad OVNI en la instalación más clasificada del gobierno de EUA, el Área 51.

#### 6.- El Surgimiento del Cuarto Reich
Los investigadores ShortSummary investigan en los informes de nazis del personal de las SS, tales como Josef Mengele y Martin Bormann, que se cree que han escapado a la justicia después de la Segunda Guerra Mundial II con la ayuda de una organización secreta conocida como ODESSA y miembros simpatizantes de la Iglesia católica. Según los informes, huyó a Paraguay, donde se conspiró para restablecer su régimen siniestro.

#### 7.- La Isla del Diablo
Una mirada a la historia de la isla de Alcatraz que se encuentra en el centro de San Francisco y una vez a la Oficina Federal de Prisiones que abrió sus puertas en 1934. Se consideró ineludible, pero en 1962 tres reclusos lograron salir de la isla y sus destinos han sido un misterio. Los investigadores tratan de determinar si los hombres podrían haber sobrevivido a las gélidas aguas y llegó a la costa.

#### 8.- Jack el Destripador
Hace más de un siglo, Londres fue aterrorizada por una de las primeras documentadas asesino en serie de los casos, Jack el Destripador, que masacraron a las prostitutas en el Whitechapel del distrito. Sin resolver hasta la fecha, las autoridades desestimó el asesino como un loco locales, pero los investigadores ahora están buscando como prueba nueva y sorprendente que teoriza que el asesino podría haber sido una mujer, o no Inglés, pero un estadounidense.

#### 9.- Stonehenge
Un equipo es enviado a investigar en Stonehenge el misterioso anillo de piedras en Wiltshire, Inglaterra para probar una nueva teoría que la reverberación de sonido se utiliza para inducir estados de trance entre los antiguos adoradores que usaron las piedras para los rituales religiosos y de sacrificio.

#### 10.- El Regreso a Amityville
Un repaso a los casos paranormales más famosos de la historia de EE. UU., The Amityville Horror, la obsesión demoníaca de una Long Island casa que inspiró a numerosos libros, documentales y películas. La serie sigue a los investigadores de lo paranormal a través de otros dos lugares en California, ambos supuestamente perseguido por fenómenos similares.
- Datos: Q6948800